# 県立広島大学
県立広島大学（けんりつひろしまだいがく、英語: Prefectural University of Hiroshima）は、広島県にある公立大学。

## 概要
源流は、1920年（大正9年）、広島県立広島高等女学校（現・広島県立広島皆実高等学校）に設置された「家事補習専攻科」である。その後、この専攻科が1928年（昭和3年）に旧制女子専門学校の広島女子専門学校として独立・開校し、太平洋戦争後の1950年（昭和25年）に広島女子短期大学、1965年（昭和40年）には広島女子大学（2000年4月から県立広島女子大学）となった。
2005年（平成17年）4月1日、県立広島女子大学と、同じく広島県立の広島県立大学、広島県立保健福祉大学の計3大学が統合して開設された。2007年（平成19年）4月1日に法人化され、公立大学法人県立広島大学（2020年4月から広島県公立大学法人）となった。「地域にねざした、県民から信頼される大学」を基本理念として、活発な教育・研究活動を行っている。

## 沿革
- 1920年（大正9年）3月 - 広島県立広島高等女学校に家事補習専攻科設置。
- 1928年（昭和3年）4月 - 広島女子専門学校開校。
- 1950年（昭和25年）4月 - 広島女子短期大学開学（国文科、社会科、数物科、家政科）。
- 1965年（昭和40年）4月 - 広島女子大学開学（文学部、家政学部）。
- 1966年（昭和41年）3月 - 広島女子短期大学閉学。
- 1994年（平成6年）4月 - 広島県立大学大学院修士課程開設（経営情報学研究科、生物生産システム研究科）。
- 1995年（平成7年）4月 - 広島女子大学の文学部と家政学部を国際文化学部と生活科学部に改組。
- 1998年（平成10年）4月 - 広島県立大学大学院博士課程開設（経営情報学研究科、生物生産システム研究科）。
- 2000年（平成12年）4月 - 広島女子大学を県立広島女子大学に改称。県立広島女子大学大学院修士課程開設（国際文化研究科、生活科学研究科）。
- 2001年（平成13年）2月 - 県立大学運営協議会設置。
- 2003年（平成15年）9月 - 『新県立大学基本構想』策定。
- 2005年（平成17年）4月 - 県立広島大学開学（人間文化学部、経営情報学部、生命環境学部、保健福祉学部）。県立広島大学大学院開設（総合学術研究科）。
- 2007年（平成19年）4月 - 公立大学法人県立広島大学設立。
- 2009年（平成21年）4月 - 県立広島大学助産学専攻科開設。
- 2013年（平成25年）4月 - サテライトキャンパス開設。
- 2016年（平成28年）4月 - 大学院に経営管理研究科ビジネスリーダーシップ専攻（専門職大学院）開設。
- 2020年（令和2年）4月 - 人間文化学部、経営情報学部、生命環境学部、保健福祉学部を地域創生学部、生物資源科学部、保健福祉学部へ再編。法人名を広島県公立大学法人に名称変更。
- 2022年（令和4年）4月 - 総合学術研究科保健福祉学専攻博士課程後期開設。

## キャンパス
- 広島キャンパス（広島県広島市南区） - 人間文化学部、経営情報学部、地域創生学部、大学院総合学術研究科（人間文化学専攻、情報マネジメント専攻）、大学院経営管理研究科、地域連携センター（広島）、宮島学センター、大学教育実践センター、学術情報センター、国際交流センター
- 庄原キャンパス（広島県庄原市七塚町） - 生命環境学部、生物資源科学部、大学院総合学術研究科（生命システム科学専攻）、フィールド科学教育研究センター、庄原地域連携センター
- 三原キャンパス（広島県三原市学園町） - 保健福祉学部、助産学専攻科、大学院総合学術研究科（保健福祉学専攻）、附属診療センター、三原地域連携センター

## 学部
2020年度入学者より（保健福祉学部のみ2021年度入学者より）
- 地域創生学部
  - 地域創生学科
    - 地域文化コース（多文化共生コア・ユニット／文化継承コア・ユニット）
    - 地域産業コース（情報コア・ユニット／経営コア・ユニット）
      - 経営志向枠
      - 応用情報志向枠

    - 健康科学コース（運動・生体／食／健康）
- 生物資源科学部
  - 地域資源開発学科
    - 農業生産開発系
    - 食品分析開発系
    - 農食マネジメント系

  - 生命環境学科
    - 生命科学コース
      - 動物系／植物系／微生物系

    - 環境科学コース
      - 物理学系／化学系／生物学系／環境システム系
- 保健福祉学部
  - 保健福祉学科
    - 看護学コース
    - 理学療法学コース
    - 作業療法学コース
    - コミュニケーション障害学コース
    - 人間福祉学コース

2020年4月入学者まで（保健福祉学部のみ2020年度入学生まで）
- 人間文化学部
  - 国際文化学科
    - 英米文化主専攻プログラム（以下の主専攻／副専攻プログラムは2017年度入学者より実施）
    - 日本文化主専攻プログラム
    - 東アジア文化主専攻プログラム
    - 人間理解・国際理解副専攻プログラム
    - 比較文化副専攻プログラム
    - 比較言語副専攻プログラム

  - 健康科学科
    - 生体科学領域
    - 栄養・食品科学領域
    - 健康スポーツ科学領域
- 経営情報学部
  - 経営学科
    - 経営戦略マーケティング系
    - 会計ファイナンス系
    - 公共経営系

  - 経営情報学科
    - 経営科学系
    - 経営情報系
    - 情報処理系
- 生命環境学部
  - 生命科学科
    - 応用生命科学コース
    - 食品資源科学コース

  - 環境科学科
- 保健福祉学部
  - 看護学科
  - 理学療法学科
  - 作業療法学科
  - コミュニケーション障害学科
  - 人間福祉学科

## 専攻科
- 助産学専攻科

## 大学院
- 総合学術研究科
  - 人間文化学専攻（修士課程）
    - 言語文化研究分野
    - 社会文化研究分野
    - 栄養科学研究分野
    - 健康管理科学研究分野

  - 情報マネジメント専攻（修士課程）
    - 情報システム分野（修了後、生命システム科学専攻博士後期課程への進学が可能）
    - 情報社会科学分野（修了後、生命システム科学専攻博士後期課程への進学が可能）
    - 企業マネジメント分野

  - 生命システム科学専攻（博士課程前期・後期）
    - 応用生命科学分野
    - 生体機能制御学分野（博士後期課程のみ）
    - 食品資源科学分野
    - 環境科学分野

  - 保健福祉学専攻（修士課程）
    - 地域保健学・実践看護学分野
    - 総合リハビリテーション分野（運動行動障害学領域、作業遂行障害学領域、コミュニケーション障害・脳科学領域）（修了後、生命システム科学専攻博士後期課程への進学が可能）
    - ヒューマンサービス分野
- 経営管理研究科
  - ビジネス・リーダーシップ専攻（専門職学位課程。中国地方初のMBA課程）

## 大学関係者

### 教職員
- 樫野孝人 - 経営管理研究科客員教授。

### 出身者
- 武内俊子（童謡詩人）- 県立広島女子専門学校（広島女子大学前身）出身。『かもめの水兵さん』他の作詞。
- 門上千恵子（弁護士）- 県立広島女子専門学校（広島女子大学全身）出身。卒業後、九州帝国大学法文学部法律学科に進学。
- 竹西寛子（作家）- 県立広島女子専門学校（広島女子大学前身）出身。
- 吉田幸（中国放送アナウンサー）- 広島女子大学出身。
- 宮迫千鶴（画家・エッセイスト）- 広島女子大学出身。
- 大竹美喜（アフラック日本支社設立者・最高顧問）- 広島県立農業短期大学（広島県立大学前身）出身。
- 東克哉（衆議院議員）- 広島県立保健福祉大学出身。

## 対外関係

### 他大学との協定
国際交流協定締結校
- ハワイ大学ヒロ校（米国）
- ハワイ大学アウトリーチカレッジ（同）
- ランガラ大学（カナダ）
- ミドルセックス大学（英国）
- シェフィールド大学（同）
- アルスター大学（同）
- 東フィンランド大学（フィンランド）
- ノルトライン＝ヴェストファーレン州立大学（ドイツ）
- キャンベラ大学（オーストラリア）
- 四川大学（中華人民共和国）
- 四川農業大学（同）
- 西南交通大学（同）
- 西安交通大学（同）
- 成都大学（同）
- 上海対外経貿大学（同）
- ソウル市立大学校（大韓民国）
- 世新大学（台湾）
- アンダラス大学（インドネシア）
- インドネシア教育大学（同）
- ジュンブル大学（同）
- カセサート大学（タイ王国）
- キングモンクット大学トンブリ校（同）
- コンケン大学（同）
- ノンラム大学（ベトナム）
- ジェッソーレ大学（バングラデシュ）
- マレーシアアイスラム科学大学（マレーシア）

上記の協定校以外にポートランド州立大学（米国）、デラウェア大学（同）、サザンクロス大学（オーストラリア）、ラージシャヒー大学（バングラデシュ）、ブラパー大学（タイ王国）等との交流事業もあり。

#### 国内大学との協定
- 関東学院大学防災・減災・復興学研究所（2021年防災社会システム・デザインプロジェクト研究センターと連携協定締結）[1]
- 宮城大学（2024年12月包括的連携協力協定締結）[2]

### 団体等との協定
- 庄原市（2006年包括的連携協力協定締結）[3]
- 廿日市市（2006年包括的連携協力協定締結）[4]
- 広島県商工会連合会（2006年連携協力協定締結）[4]
- 安芸高田市（2007年包括的連携協力協定締結）[4]
- 三次市（2009年包括的連携協力協定締結）[5]
- 広島市南区（2014年包括連携協定締結）[6]
- 大崎上島町（2018年包括的連携協力協定締結）[7]
- 竹原市（2021年包括連携協定締結）[8]
- 広島県（2023年災害時における福祉的支援ボランティアに関する協定）[9]

### 産学官連携
- 三井物産中国支社と2020年に戦略連携協定を結んだ[10]。
- ひろぎんホールディングス（2023年包括連携協力協定締結）[11]

## アクセス
広島キャンパス、庄原キャンパス、三原キャンパス、サテライトキャンパスひろしまへのアクセスは次の通り。

### 広島キャンパス
広島キャンパス 本部（地域創生学部、人間文化学部、経営情報学部）は、広島県広島市南区宇品東一丁目1番71号に位置する。
- 県立広島大学前 バス停下車
  - 302,301 まちのわループ（広電バス・広島バス・広島交通）：（302右回り→）広島駅（南口）・大学病院方面 - 県立広島大学前（広島キャンパス） - 八丁堀・広島駅（新幹線口）方面（←301左回り）
  - 312,311 広島みなと新線（広島バス[13]）：広島駅（南口）・大学病院方面 - 県立広島大学前 - 広島港桟橋方面
  - 342→341（広島バス）：広島駅（南口）・大学病院入口方面 → 県立広島大学前（広島キャンパス） → 大学病院入口・広島駅（南口）方面 ※始発から8時59分まで
  - 12号線（広電バス[14]）：白島町・八丁堀方面 - 県立広島大学前（広島キャンパス） - 仁保沖町方面
- 広島電鉄宇品線（路面電車）「県病院前」電停下車 徒歩7分（県立広島病院の方向へ道なりに進む）
  - 1号線：八丁堀・紙屋町東・本通方面 - 県病院前電停 - 広島港方面
  - 7号線：横川駅・紙屋町西・本通方面 - 県病院前電停 - 広島港方面
  - 5号線：広島駅・比治山下方面 - 県病院前電停 - 広島港方面
- 広島高速3号線「宇品出入口」から国道487号経由 約3分

### 庄原キャンパス
庄原キャンパス（生物資源科学部、生命環境学部）は、広島県庄原市七塚町5562番地に位置する。
- JR備後庄原駅（庄原駅バス停）から備北交通[15]バス「県大線」に乗車して約20分、「県立大学バスロータリー」バス停下車
- 中国自動車道・尾道自動車道・松江自動車道「三次東IC/JCT」から国道183号・広島県道442号実留山内線経由で約20分
- 中国自動車道「庄原IC」から広島県道442号実留山内線経由で約10分

### 三原キャンパス
三原キャンパス（保健福祉学部）は、広島県三原市学園町1番1号に位置する。
- JR三原駅南口バス5番乗り場から芸陽バス[16]「頼兼線」に乗車して約15分、「県立広島大学」バス停下車
- 山陽自動車道「本郷IC」から広島県道33号瀬野川福富本郷線・国道2号経由で約20分
- 山陽自動車道「福山西IC」から国道2号経由で約30分

### サテライトキャンパスひろしま
サテライトキャンパスひろしまは、広島県広島市中区大手町1丁目5−3（広島県民文化センター5・6階）に位置する。
広島電鉄宇品線「本通電停」（1,3,7号線）、広島電鉄本線「紙屋町西電停」（2,3,6,7号線）、アストラムライン「本通駅」、広島バスセンター、本通りバス停からそれぞれ徒歩約3-5分。